# Universiteit Hamburg

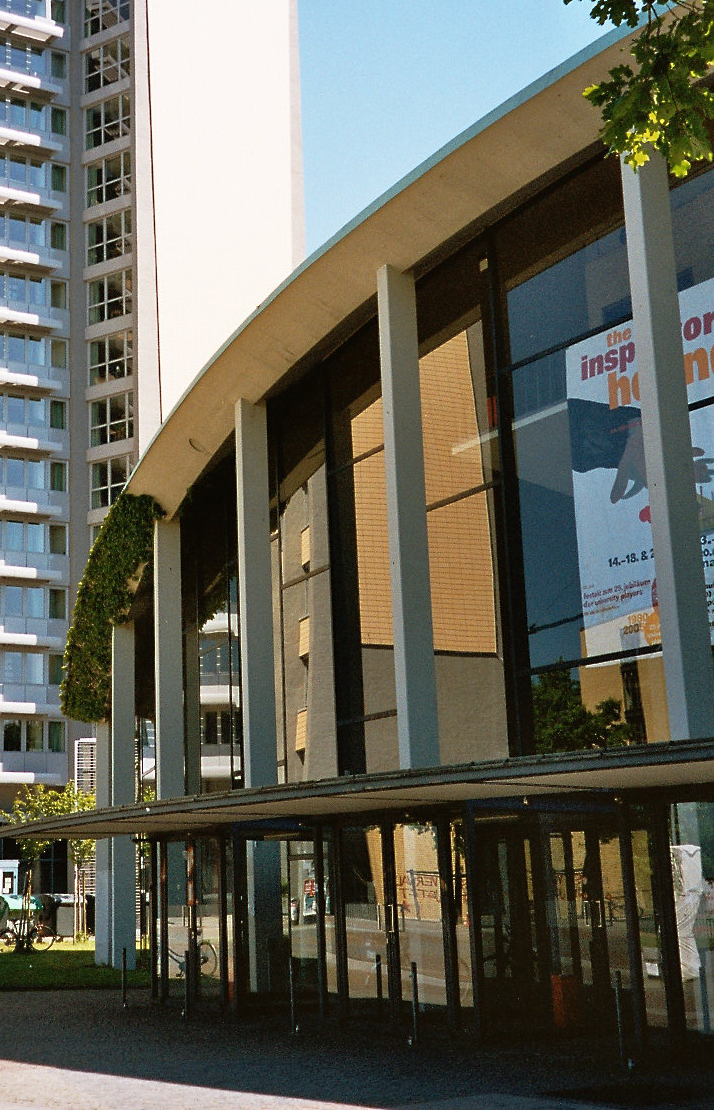
Audimax

De Universiteit Hamburg (Duits: Universität Hamburg) is een universiteit in de Duitse stad Hamburg.

## Geschiedenis
In het jaar 1529 bezocht Johannes Bugenhagen Hamburg, om in de protestants geworden stad een nieuwe onderwijsinstelling te stichten. Hij richtte in het voormalige St. Johannisklooster de eerste hogeronderwijsinstelling van Hamburg op, die Gelehrtenschule des Johanneums. Tegelijkertijd werd de stadsbibliotheek uit het jaar 1479 gerenoveerd.
Vanwege de vele mensen die kwamen studeren bij het Johanneum en het weglopen van leerlingen bij de gymnasia in de omgeving werd in 1613 het Academisches Gymnasium opgericht. In dat gymnasium werd een tweejarige studie gegeven wat een voorbereiding was voor een bezoek aan een universiteit. Door de welvaart in de daaropvolgende periode, door de overzeese handel, groeide de economie in de stad en werden er meerdere onderwijsinstellingen opgericht. De belangrijkste instellingen waren de handelsacademies en de Hamburger Sterrenwacht uit het jaar 1801.
Aan het einde van de 19e eeuw werd het Academisches Gymnasium gesloten en door het stadsbestuur een Allgemeines Vorlesungswesen zur Weiterbildung und Verbreitung der Wissenschaft opgericht. Deze instelling bestaat vandaag de dag nog steeds. Aan het begin van de 20e eeuw streefden enkele rijke burgers naar de stichting van een staatsuniversiteit. Voorstellen aan de senaat inzake de universiteit hadden echter geen gevolgen. Na de Eerste Wereldoorlog werd er besloten, mede door de burgemeester Werner von Melle, om een universiteit en een volkshogeschool op te richten. De meeste hogeronderwijsinstellingen in Hamburg, waaronder het Allgemeines Vorlesungswesen, gingen op in de universiteit.
De eerste bloeiperiode van de universiteit vond plaats in de tijd van de Weimarrepubliek. Het aantal professoren steeg tot 1931 naar 75. Vanwege de slechte economische situatie van Duitsland werd in 1922 de Verein Hamburger Studentenhilfe (Hamburgse Studentenhulpvereniging) opgericht. Deze gingen een studentenhuis en de eerste mensa van de stad onderhouden.
In de tijd van nazi-Duitsland droeg de universiteit de naam "Hanze-Universiteit". Ongeveer vijftig docenten moesten de universiteit verlaten, minstens zeven studenten werden verdacht van samenwerking met de zogenaamde Witte Roos, een verzetsbeweging tijdens de Tweede Wereldoorlog. De Hamburgse scheikundestudent Hans Conrad Leipelt was lid van de Witte Roos en werd op 29 januari 1945 in München geëxecuteerd door middel van de guillotine.
Na de oorlog, in 1945, werd de instelling onder de naam "Universiteit Hamburg" heropend. Rond het jaar 1960 werden twee grote nieuwe universiteitsgebouwen gebouwd: het Auditorium Maximum (Audimax) en de Filosofentoren (Philosophenturm, Phil-Turm). Aan het eind van de jaren 60 werd de organisatie van de universiteit ingrijpend veranderd. De faculteiten werden door 15 vakgebieden vervangen en er werd een soort van democratie ingevoerd. Studenten en personeelsleden mochten meebeslissen over de koers van de universiteit en de rector werd vervangen door een president. In de hogeschoolwet van 1979 werd een deel van deze veranderingen weer teruggedraaid.
Het aantal vakgebieden was opgelopen tot 19, toen de vakgebieden Rechtswetenschappen I en Rechtswetenschappen II in het jaar 2000 opgingen in het vakgebied Rechtswetenschappen. Sindsdien bestaat er geen vakgebied meer met nummer 17.
Op 1 april 2005 wordt de Hamburgse Universiteit voor Economie en Politiek (HWP) tegen de wil van beide universiteiten onderdeel van de Universiteit Hamburg. De 18 vakgebieden en de HWP werden vervangen door zes faculteiten.

## Faculteiten en vakgebieden
- Faculteit Rechtswetenschappen
  - Rechtswetenschappen
- Faculteit Economische en Sociale Wetenschappen
  - Vakgebied sociale wetenschappen
  - Vakgebied bedrijfseconomie
  - Vakgebied algemene economie
  - Vakgebied sociale economie
- Faculteit Geneeskunde
  - Geneeskunde
- Faculteit voor pedagogiek, psychologie en bewegingswetenschappen
  - Vakgebied pedagogiek
  - Vakgebied psychologie
  - Vakgebied bewegingswetenschappen
- Faculteit Geesteswetenschappen
  - Vakgebied lutherse theologie
  - Vakgebied taal, literatuur en media
  - Vakgebied Europese talen en literaturen
  - Vakgebied geschiedenis
  - Vakgebied filosofie
  - Vakgebied cultuurgeschiedenis en cultuurkunde
  - Azië-Afrika-instituut
- Faculteit voor wiskunde, informatica en natuurwetenschappen
  - Vakgebied biologie
  - Vakgebied scheikunde
  - Vakgebied aardwetenschappen
  - Vakgebied informatica
  - Vakgebied wiskunde
  - Vakgebied natuurkunde
  - Centrum voor Bio-informatica (ZBH)

## Eredoctoraten
Onder meer volgende personen verkregen een eredoctoraat aan de Universiteit van Hamburg:
- 1988: Monika Meyer-Holzapfel, Zwitserse zoöloge[1]